# Caipirinha
Caipirinha je brazilský národní koktejl složený z cachaçy, třtinového cukru a limetky.

## Historie
O historii tohoto nápoje je známo jen málo. Nejpravděpodobněji vznikl v São Paulu a byl považován za mocný lék proti chřipce.

## Název
Jméno Caipirinha vychází ze slova Caipira, kterým se odkazuje na někoho z venkova, doslova „venkovan“ nebo „křupan“. Tento výraz má původ v domorodém slově „kaapira“, které v jazyce Tupi znamená „ten, kdo seká křoví“.

## Příprava
Nakrájené limetky se rozmačkají ve sklenici, po přidání cca 1 lžičky třtinového cukru se zalije 5 cl cachaçy a sklenice se naplní rozdrceným ledem.